# IC 1422
IC 1422 — галактика типу S (спіральна галактика) у сузір'ї Пегас. Галактики IC 1425 і IC 1428, серед інших, розташовані в тій самій ділянці неба.
Об'єкт був відкритий Стефаном Жавелем 19 серпня 1893 року.
Цей об'єкт міститься в оригінальній редакції індексного каталогу.